# Campionati asiatici di judo 1966
I Campionati asiatici di judo 1966 sono stati la 1ª edizione della competizione organizzata dalla Asian Judo Union.
Si sono svolti a Manila, nelle Filippine.

## Medagliere
| Pos.   | Nazione       | Oro | Argento | Bronzo | Totale |
| ------ | ------------- | --- | ------- | ------ | ------ |
| 1      | Giappone      | 4   | 2       | 1      | 7      |
| 2      | Corea del Sud | 0   | 2       | 2      | 4      |
| 3      | Uzbekistan    | 0   | 0       | 3      | 3      |
| 4      | Malaysia      | 0   | 0       | 1      | 1      |
| 4      | Indonesia     | 0   | 0       | 1      | 1      |
| Totale | Totale        | 4   | 4       | 8      | 16     |

## Podi

### Uomini
| Evento        | Oro             | Argento       | Bronzo                       |
| fino a 68 kg  | Yujiro Yamasaki | An Jong-Hwan  | Chang N. Chang E.            |
| fino a 80 kg  | Shinobu Sekine  | Yoon Bok-Kyun | Henry Ruth Chang             |
| oltre a 80 kg | Nobuyuki Majima | Osamu Sato    | Paulus Prananto Sin Seok-Gi  |
| Open          | Nobuyuki Majima | Osamu Sato    | Shinobu Sekine Yoon Bok-Kyun |